# Guzmania conglomerata
Guzmania conglomerata är en gräsväxtart som beskrevs av Harry Edward Luther. Guzmania conglomerata ingår i släktet Guzmania och familjen Bromeliaceae. Inga underarter finns listade i Catalogue of Life.